# Roberta Bruni
Roberta Bruni (* 8. März 1994 in Rom) ist eine italienische Leichtathletin, die sich auf den Stabhochsprung spezialisiert hat und in dieser Disziplin aktuell Inhaberin des Landesrekordes ist.

## Sportliche Laufbahn
Erste internationale Erfahrungen sammelte Roberta Bruni 2011 bei den Jugendweltmeisterschaften nahe Lille, bei denen sie mit übersprungenen 4,00 m den sechsten Platz belegte, ehe sie anschließend beim Europäischen Olympischen Jugendfestival in Trabzon mit 4,10 m die Goldmedaille gewann. Im Jahr darauf gewann sie bei den Juniorenweltmeisterschaften in Barcelona mit 4,20 m die Bronzemedaille. 2013 qualifizierte sie sich für die Halleneuropameisterschaften in Göteborg und schied dort mit 4,36 m in der Qualifikation aus. Bei den Junioreneuropameisterschaften in Rieti wurde sie mit 4,15 m Fünfte. 2014 schied sie bei den Europameisterschaften in Zürich mit 4,25 m in der Qualifikation aus und 2016 belegte sie bei den U23-Mittelmeerspielen in Tunis mit 4,01 m Rang vier. 2019 siegte sie bei der Sommer-Universiade in Neapel mit neuer Bestleistung von 4,46 m. Anschließend startete sie bei den Weltmeisterschaften in Doha und verfehlte dort mit 4,35 m den Einzug ins Finale. 2021 steigerte sie den italienischen Freiluftrekord auf 4,70 m und qualifizierte sich damit für die Olympischen Sommerspiele in Tokio und schied dort mit 4,25 m in der Vorrunde aus.
2022 startete sie bei den Hallenweltmeisterschaften in Belgrad und gelangte dort mit 4,30 m auf den elften Platz. Im Juni wurde sie bei der Golden Gala Pietro Mennea mit 4,60 m Zweite und anschließend schied sie bei den Weltmeisterschaften in Eugene mit 4,35 m in der Qualifikationsrunde aus. Bei den Europameisterschaften in München belegte sie mit 4,55 m den siebten Platz und Ende August siegte sie mit neuem Landesrekord von 4,72 m beim 58. Palio Città della Quercia. Im Jahr darauf gelangte sie bei den Halleneuropameisterschaften in Istanbul mit 4,25 min Rang acht. Im Juni wurde sie bei der 1. Liga der Team-Europameisterschaft im Zuge der Europaspiele in Chorzów mit 4,25 m Siebte. Im August schied sie dann bei den Weltmeisterschaften in Budapest mit 4,35 m erneut in der Qualifikationsrunde aus. 2024 gelangte sie bei den Hallenweltmeisterschaften in Glasgow mit 4,40 m auf den zehnten Platz. Im Mai wurde sie beim Meeting International Mohammed VI d’Athlétisme de Marrakesch mit 4,65 m Zweite, ehe sie bei den Europameisterschaften in Rom mit 4,58 m den siebten Platz belegte. Im August wurde sie bei den Olympischen Sommerspielen in Paris mit 4,40 m im Finale 14.
2025 belegte sie bei den Halleneuropameisterschaften in Apeldoorn mit 4,70 m den fünften Platz und gelangte kurz darauf bei den Hallenweltmeisterschaften in Nanjing mit 4,60 m auf den siebten Platz.
In den Jahren 2014 und 2018 sowie 2020 und von 2022 bis 2024 wurde Bruni italienische Meisterin im Stabhochsprung im Freien sowie 2013, 2015 und 2018 sowie 2021, 2023 und 2025 auch in der Halle.